# 紅海重牙鯛
紅海重牙鯛為輻鰭魚綱鱸形目鱸亞目鯛科的其中一種，分布於西印度洋的紅海海域，棲息深度1-8公尺，體長可達25公分，棲息在礁沙交界處海域，屬雜食性，以藻類、小型無脊椎動物為食，可做為食用魚。